# اوکسه
اوکسه (به فرانسوی: Auxais) یک کمون در فرانسه است که در مانش واقع شده‌است. اوکسه ۷٫۷۶ کیلومتر مربع مساحت دارد ۱۶ متر بالاتر از سطح دریا واقع شده‌است.